# Братська могила радянських воїнів (селище Рудничне)
Братська могила радянських воїнів, що знаходиться по вул. Рудничній селища Рудничне Центрально-Міського району м. Кривий Ріг. 

## Передісторія
Пам’ятка пов’язана з подіями Другої світової війни. У лютому 1944 року воїни 15-ї та 20-ї гвардійських стрілецьких дивізій вели бої за визволення південних околиць м. Кривий Ріг. У братській могилі поховані воїни, що загинули під час визволення селища Рудничне. Інформація щодо кількості, прізвищ та звань загиблих невідома. 
У 1955 році на місці захоронення встановлено пам’ятник – обеліск з меморіальним написом, виробництва Харківської художньої майстерні. Рішенням Дніпропетровського облвиконкому від 08.08.1970 р. № 618 пам’ятка була взята на державний облік з охоронним номером 1661.

## Пам’ятка
На відстані 3,88 м від лицьової сторони об’єкту, 1,12 м від задньої сторони, 0,75 м з обох боків розташовано на постаменті пам’ятний обеліск. Обидва виготовлені з лабрадориту. Обеліск шліфований, постамент – ні. На лицьовій стороні обеліска, яка має форму прямокутника зі сторонами 0,84х0,70 м, вигравіювано напис українською мовою у сім рядків: «Прапор / Вітчизни святої / вкриває їх сон у віках / Слава довічна героям, мужньо полеглим в боях». Вгорі над написом зображено п’ятипроменеву зірку, обрамлену знизу переплетеним лавровим гіллям. Під написом дві квітки, перехрещені між собою. Напис та зображення пофарбовані золотом. У розрізі обеліск має форму прямокутного трикутника зі зрізаними гострими кутами. Сторони, що перетинаються під прямим кутом мають довжину 0,76 м та 0,55 м відповідно. Сторона навпроти прямого кута дорівнює 0,84 м. Від місця зрізу верхнього кута спускається прямокутна заглибина по ребру трикутника на 0,55 м. Товщина верхнього зрізу 0,08 м, нижнього – 0,09 м. Сторони прямокутної заглибини – по 0,04 м. Верхній та нижній зрізи, а також сторони заглибини пофарбовані в золотий колір. Задня сторона обеліска прямокутної форми зі сторонами 0,76х0,84 м. Відстань від обеліска до країв постаменту: 0,31 м спереду; 0,10 м ззаду; 0,06 м з обох боків. Довжина постаменту – 1,00 м; ширина – 0,96 м; висота – 0,16 м. Біля постаменту розташовано квітник прямокутної форми зі сторонами 1,65х0,82 м. Квітник огороджений бордюром зі шліфованого лабрадориту.